# Provincia de Annaba
La provincia de Annaba (en árabe: ولاية عنابة) es una provincia (valiato) del rincón nororiental de Argelia. Su capital es la ciudad de Annaba. En 2008 se calculaba que la población de la provincia era de 609 499 habitantes.

## Localidades con población de abril de 2008
- Aïn Berda 20,611
- Annaba 257,359
- Barrahal 22,631
- Chetaïbi 8,035
- Cheurfa 9,875
- El Bouni 125,265
- El Eulma 10,316
- El Hadjar 37,364
- Oued El Aneb 21,088
- Seraïdi 7,626
- Sidi Amar 83,254
- Treat 6,076

## División administrativa

División administrativa de la provincia.

La provincia está dividida en 6 dairas (distritos), que a su vez se dividen en 12 comunas (ciudades), que están ordenados en orden alfabético:
- Annaba;
- Ain El Berda;
- El Hadjar;
- Berrahal;
- Chetaibi;
- El Buni.

Las comunas son:
- Ain Berda;
- Annaba;
- Barrahel;
- Chetaibi;
- Cheurfa;
- El Buni;
- El Hadjar;
- Eulma;
- Oued El Aneb;
- Seraidi;
- Sidi Amar;
- Treat.